# Serie A 1957 (baseball)
La Serie A 1957 è stata la 10ª edizione del torneo di primo livello del campionato italiano di baseball. 
Lo scudetto è stato conquistato dal Nettuno 1945 per la sesta volta nella sua storia.

## Formula
La competizione fu strutturata su un girone unico all'italiana con gare di andata e ritorno tra le otto squadre partecipanti.

## Squadre partecipanti
| Club           | Città        | Impianto | Stagione precedente          |
| -------------- | ------------ | -------- | ---------------------------- |
| CUS Bologna    | Bologna      |          | 6º in Serie A 1956           |
| Firenze        | Firenze      |          | 5º in Serie A 1956           |
| Genoa          | Genova       |          | 7º in Serie A 1956           |
| Lazio          | Roma         |          | 3º in Serie A 1956           |
| Libertas Inter | Milano       |          | 4º in Serie A 1956           |
| Nettuno 1945   | Nettuno (RM) |          | 1º in Serie A 1956           |
| Pirelli        | Milano       |          | 1º in Serie B 1956, promosso |
| Roma           | Roma         |          | 2º in Serie A 1956           |

## Stagione

### Classifica finale
|  | Pos. | Squadra        | G  | V  | P  | PCT   | GB   |
|  | ---- | -------------- | -- | -- | -- | ----- | ---- |
|  | 1.   | Nettuno 1945   | 14 | 13 | 1  | .929  | -    |
|  | 2.   | Lazio          | 14 | 10 | 4  | .714  | 3,0  |
|  | 3.   | Roma           | 14 | 9  | 5  | .643  | 4,0  |
|  | 4.   | Firenze        | 14 | 9  | 5  | .643  | 4,0  |
|  | 5.   | Pirelli        | 14 | 6  | 8  | .429  | 7,0  |
|  | 6.   | Libertas Inter | 14 | 5  | 9  | .357  | 8,0  |
|  | 7.   | CUS Bologna    | 14 | 3  | 11 | .214  | 10,0 |
|  | 8.   | Genoa          | 14 | 1  | 13 | -.029 | 12,0 |

Legenda:
      Campione d'Italia.
      Retrocesso in Serie B.